# Campionat de la CONCACAF de 1981
El Campionat de la CONCACAF 1981 va ser la vuitena edició del Campionat de la CONCACAF, el campionat de futbol de seleccions d'Amèrica del Nord i Central (CONCACAF). El torneig es va disputar a Hondures entre l'1 i el 22 de novembre de 1981.
Tots els partits es van jugar a l'estadi Tiburcio Carías Andino, a Tegucigalpa. El torneig va ser guanyat pel país organitzador, Hondures, que va guanyar el seu primer títol i es va classificar per primera vegada per a la Copa del Món de futbol de 1982, ja que el torneig servia com a classificació per al Mundial. Aquesta edició va veure com Mèxic, l'equip més important de la zona, va ser eliminat per Hondures. L'empat a 0 entre els dos equips a l'última jornada va donar la classificació per al Mundial a El Salvador com a subcampions.

## Classificació
Font:
| Equip       | Classificat per                  | Campionats jugats | Última participació | Millor resultat previ       |
| ----------- | -------------------------------- | ----------------- | ------------------- | --------------------------- |
| Canadà      | Campions Zona nord-americana     | 1                 | 1977                | Quart lloc (1977)           |
| Mèxic       | Subcampions Zona nord-americana  | 7                 | 1977                | Campions (1965, 1971, 1977) |
| Hondures    | Campions Zona centreamericana    | 4                 | 1973                | Tercer lloc (1967)          |
| El Salvador | Subcampions Zona centreamericana | 3                 | 1977                | Subcampions (1963)          |
| Cuba        | Campions Zona Carib grup A       | 1                 | 1971                | Quart lloc (1971)           |
| Haití       | Campions Zona Carib Grup B       | 5                 | 1977                | Campions (1973)             |

## Resultats
| Pos. | Equip       | Pts | PJ | PG | PE | PP | GF | GC | DG |
| ---- | ----------- | --- | -- | -- | -- | -- | -- | -- | -- |
| 1    | Hondures    | 8   | 5  | 3  | 2  | 0  | 8  | 1  | 7  |
| 2    | El Salvador | 6   | 5  | 2  | 2  | 1  | 2  | 1  | 1  |
| 3    | Mèxic       | 5   | 5  | 1  | 3  | 1  | 6  | 3  | 3  |
| 4    | Canadà      | 5   | 5  | 1  | 3  | 1  | 6  | 6  | 0  |
| 5    | Cuba        | 4   | 5  | 1  | 2  | 2  | 4  | 8  | -4 |
| 6    | Haití       | 2   | 5  | 0  | 2  | 3  | 2  | 9  | -7 |

| Cuba | 0 - 4 | Mèxic |
| ---- | ----- | ----- |
|      |       |       |

 Tegucigalpa, Hondures
| Canadà | 1 - 0 | El Salvador |
| ------ | ----- | ----------- |
|        |       |             |

 Tegucigalpa, Hondures
| Hondures | 4 - 0 | Haití |
| -------- | ----- | ----- |
|          |       |       |

 Tegucigalpa, Hondures
| Canadà | 1 - 1 | Haití |
| ------ | ----- | ----- |
|        |       |       |

 Tegucigalpa, Hondures
| El Salvador | 1 - 0 | Mèxic |
| ----------- | ----- | ----- |
|             |       |       |

 Tegucigalpa, Hondures
| Hondures | 2 - 0 | Cuba |
| -------- | ----- | ---- |
|          |       |      |

 Tegucigalpa, Hondures
| Cuba | 0 - 0 | El Salvador |
| ---- | ----- | ----------- |
|      |       |             |

 Tegucigalpa, Hondures
| Haití | 1 - 1 | Mèxic |
| ----- | ----- | ----- |
|       |       |       |

 Tegucigalpa, Hondures
| Hondures | 2 - 1 | Canadà |
| -------- | ----- | ------ |
|          |       |        |

 Tegucigalpa, Hondures
| Cuba | 2 - 0 | Haití |
| ---- | ----- | ----- |
|      |       |       |

 Tegucigalpa, Hondures
| Canadà | 1 - 1 | Mèxic |
| ------ | ----- | ----- |
|        |       |       |

 Tegucigalpa, Hondures
| Hondures | 0 - 0 | El Salvador |
| -------- | ----- | ----------- |
|          |       |             |

 Tegucigalpa, Hondures
| El Salvador | 1 - 0 | Haití |
| ----------- | ----- | ----- |
|             |       |       |

 Tegucigalpa, Hondures
| Canadà | 2 - 2 | Cuba |
| ------ | ----- | ---- |
|        |       |      |

 Tegucigalpa, Hondures
| Hondures | 0 - 0 | Mèxic |
| -------- | ----- | ----- |
|          |       |       |

 Tegucigalpa, Hondures
| Campionat de la CONCACAF de 1981 |
| -------------------------------- |
| · Hondures · Primer títol        |

Hondures i El Salvador es van classificar per al Mundial de 1982.

## Golejadors
3 gols
- Hugo Sánchez

2 gols
- Ian Bridge
- Mike Stojanović
- Ramón Núñez Armas
- David Buezo
- José Roberto Figueroa
- Ricardo Castro

1 gol
- Bob Iarusci
- Wes McLeod
- Jorge Luis Rodríguez
- Ever Hernández
- Norberto Huezo
- Daniel Cadet
- Gerald Romulas
- Anthony Costly
- Carlos Orlando Caballero
- Eduardo Laing
- Jorge Elvir Urquia
- Manuel Manzo

1 pròpia porta
- Frantz Mathieu (contra Cuba)